# Lestodiplosis maackiae
Lestodiplosis maackiae är en tvåvingeart som beskrevs av Fedotova 2002. Lestodiplosis maackiae ingår i släktet Lestodiplosis och familjen gallmyggor. Inga underarter finns listade i Catalogue of Life.